# 조선로동당 조직지도부

조선로동당의 구조

조선로동당 조직지도부(朝鮮勞動黨組織指導部)는 조선민주주의인민공화국의 지배 정당인 조선로동당의 중앙위원회 정무국에 속하는 기관이다. 초대 최고 지도자 김일성 체제 때는 김일성의 친동생인 김영주와 아들 김정일이 조직지도부장을 지냈다. 제2대 최고지도자인 김정일 체제 때는 부장 자리를 공석으로 유지하여, 김정일 자신이 사실상의 부장직을 겸임하고 김정일 직속 제1부부장이 조선민주주의인민공화국의 권력층에 속하는 인물들의 사상 검열이나 인사 사정과 숙청 등을 관장하는 국가안전보위부를 수족처럼 부리면서 조선민주주의인민공화국의 핵심 권력기관으로 불렸다.

## 지도부
- 부장: 김재룡
- 제1부부장: 김여정, 리만건, 김조국(군사 담당), 조연준(전당 담당)[3]
- 부부장: 김인걸, 민병철, 조용원

## 하부 조직
본부당부문, 전당부문, 군사부문, 행정부문 등 4대 부문으로 나뉘어 있다가 행정부문은 2007년 6월에 당중앙위원회 행정부(부장 장성택)로 독립한 것으로 알려져 있다. 3대 부문은 세부적으로는 업무별로 당생활지도과, 검열과, 당원등록과, 간부과, 통보과 등으로 나뉘어 있다.
- 생활지도과

조선민주주의인민공화국에서는 전당원과 근로자가 매주 ‘생활총화’를 실시한다. 생활총화는 자신의 잘못을 뉘우치는 ‘자아비판’과 동료들의 과오를 지적하는 ‘호상비판’(상호비판)이 있다. 이 생활총화를 생활지도과가 담당하고 있다. 그 중에서도 생활지도 13과(군 담당)의 권한은 막강하여 조선인민군 총참모장도 생활지도과의 지도 아래 생활총화를 해야 한다.
- 검열과

어떤 고위 권력자라도 검열과 숙청을 할 수 있는 권한을 갖고 있다. 그 중에서도 검열4과는 조선민주주의인민공화국의 고위층만을 전문적으로 관리, 감시하는 것부터 조선민주주의인민공화국 권력 고위층의 숙청을 담당하고 있다고 알려져 있다.
- 당원등록과

모든 당원등록과 함께 조선로동당의 당원증 발부 재량권과 분배의 권한을 갖고 있다.
- 간부과

담당으로 1과, 2과(중앙), 3과(지방), 4과(군), 5과, 6과(호위사령부), 7과(인민보안부), 8과(국가안전보위부), 9과(내각), 10과(항일투사 유가족), 11과(대남 공작 부서)등으로 나뉘는데, 당과 군 그리고 조선민주주의인민공화국의 모든 기관의 상위 권력층의 인사를 담당하다. 예를 들어, 조선인민군 총정치국장도 조직지도부의 검증과 동의를 얻어 임명된다.
- 통보과

모든 정책을 승인하고 비준하는 권한을 담당한다. 최고지도자의 직속인 조직지도부가 이 권한을 갖고 있으며, 최고지도자의 유일지도체제가 확립되어 있다.

## 역대 조직지도부장 및 제1부부장
부장
- 김영주 : 1960년 ~ 1973년
- 김정일 : 1973년 ~ 1994년
- 공석
- 최룡해 : 2017년 ~ 2019년
- 리만건 : 2019년 ~ 2020년
- 김재룡 : 2020년 ~ 2022년
- 조용원 : 2022년 ~

제1부부장
- 김정일 : 1969년 ~ 1973년
- 리용철 : 1994년 ~ 2010년
- 장성택 : 1995년 ~ 2004년
- 리제강 : 2001년 ~ 2010년
- 김경옥 : 2008년 ~ 현재
- 조연준 : 2012년 ~ 현재
- 황병서 : 2014년 ~ 2018년
- 김여정 : 2020년 ~ 2021년
- 조용원 : 2021년 ~ 2022년

## 같이 보기
- 조선민주주의인민공화국의 정치
- 조선로동당 선전선동부